# ITF-14

Przykład kodu ITF-14

ITF-14 - implementacja kodu kreskowego Przeplatany 2 z 5 w standardzie GS1 wykorzystywana do kodowania Globalnego Numeru Jednostki Handlowej. Standard ITF-14 stosowany jest głównie do oznaczania opakowań zbiorczych produktów (ze względu na mniejsze wymagania odnośnie do papieru, na którym jest nadrukowywany).
Kod ITF-14 należy do grupy kodów numerycznych. Kodowane jest zawsze 14 cyfr dziesiętnych. Każda cyfra składa się z pięciu pasków (białych albo czarnych - cyfry kodowane są parami), z których dwa są szersze. Dookoła kodu występuje czarna ramka ochronna. Wymagane jest też stosowanie cyfry kontrolnej.